# Алі-Баба і сорок розбійників (фільм, 1990)
«Алі-Баба і сорок розбійників» — радянсько-чехословацько-німецький художній музичний фільм в жанрі кінобалета (за мотивами східних казок Шахерезади) 1990 року.

## Сюжет
Музичний художній фільм-балет за мотивами східних казок Шахразади про веселого дивакуватого бідняка Алі-Бабу, який, працюючи лісорубом, несподівано дізнається, де розбійники ховають свої скарби, і казково збагачується.

## У ролях
- Михайло Лавровський — Алі-Баба
- Ілзе Лієпа — дочка султана
- Віктор Яременко — ватажок розбійників
- Зіба Банафша — східна танцівниця
- Маргот Вернер — хазяйка казино
- Енгельберт Гампердінк — султан
- Луїс Дорсей — Шахерезада
- Манія Баредо — Мараджан
- Властиміл Харапес — Касім
- Медхі Бахір — епізод

## Знімальна група
- Режисер: Заал Какабадзе
- Сценарій: Давід Агіашвілі
- Оператор: Іржи Каданка
- Звукооператор: Стефан Бохуніцкі
- Монтаж: Циурі Коберідзе
- Композитор: Роланд Баумгартнер
- Директор: Отар Табагуа, Карол Галбаві, Зураб Дзнеладзе, Тенгіз Кекелашвілі